# Délit d'innocence
Pour plus de détails, voir Fiche technique et Distribution.
Délit d'innocence ou Innocent au Québec (An Innocent Man) est un film américain réalisé par Peter Yates, sorti en 1989.

## Synopsis
Jimmie Rainwood et sa femme mènent une vie paisible lorsque deux policiers véreux blessent Jimmie accidentellement. Pour dissimuler leur erreur, les deux policiers vont faire accuser Jimmie d'agression et de trafic de drogue et il écope de six ans d'emprisonnement. Il découvre la dure loi et les dangers de la vie carcérale. Dès lors, Jimmie n'a qu'une idée en tête : se venger des deux ripoux à sa sortie de prison.

## Fiche technique
- Titre français : Délit d'innocence
- Titre original : An innocent man
- Réalisation : Peter Yates
- Scénario : Larry Brothers
- Musique : Howard Shore
- Photographie : William A. Fraker
- Montage : Stephen A. Rotter & Joseph Gutowski
- Production : Robert W. Cort (en) & Ted Field
- Sociétés de production : Touchstone Pictures, Interscope Communications, Silver Screen Partners IV
- Société de distribution : Buena Vista Pictures
- Pays de production :  États-Unis
- Langue : Anglais
- Format : Couleur - Stéréo - 35 mm - 1.85:1
- Genre : Drame, Policier
- Durée : 109 min
- Recettes : 20 047 604 $
- Dates de sortie : 
  - États-Unis : 6 octobre 1989
  - France : 11 juillet 1990

## Distribution
- Tom Selleck (VF : Claude Giraud ; VQ : Vincent Davy) : Jimmie Rainwood
- F. Murray Abraham (VF : Bernard Tixier ; VQ : Jean Fontaine) : Virgil Cane
- Laila Robins (VF : Annie Balestra ; VQ : Élizabeth Lesieur) : Kate Rainwood
- David Rasche (VF : Patrick Floersheim ; VQ : Jean-Marie Moncelet) : Mike Parnell
- Richard Young (VF : Mathieu Rivolier ; VQ : Jean-Luc Montminy) : Danny Scalise
- Badja Djola (VF : Georges Berthomieu) : John Fitzgerald
- Bruce A. Young (VF : Tola Koukoui ; VQ : Yves Corbeil) : Jingles
- M. C. Gainey (VF : Gérard Dessalles ; VQ : Dominique Briand) : Malcolm
- Todd Graff (VF : Vincent Ropion ; VQ : Sébastien Dhavernas) : Robby
- J. Kenneth Campbell (VF : Joël Martineau) : le lieutenant Freebery
- Peter Van Norden (en) (VF : Alain Flick ; VQ : Ronald France) : Peter Feldman
- Charle Landry (VF : Luc Bernard) : Stevie
- Dennis Burkley (VF : Marc Alfos) : Butcher
- J. J. Johnston (en) (VF : Marc Cassot) : Joseph Donatelli
- Brian Brophy (VF : François Leccia) : Nate Blitman
- Tobin Bell (VF : Jean-Claude Robbe) : Zeke
- Philip Baker Hall (VF : René Bériard) : le juge Kenneth Lavet
- Dann Florek (VF : Guy Chapellier) : le procureur (non crédité)

 Source et légende : version québécoise (VQ) sur Doublage.qc.ca